# Alexander Jewgenjewitsch Mogilewski
Alexander Jewgenjewitsch Mogilewski (russisch Александр Евгеньевич Могилевский, engl. Transliteration Alexander Evgenevich Mogilevsky, wiss. Transliteration Aleksandr Evgen'evič Mogilevskij, * 1977 in Odessa, Ukrainische SSR) ist ein klassischer russischer Pianist. Er ist der Sohn des russischen Pianisten Jewgeni Mogilewski.

## Leben und Werk
Mogilewski studierte an der Zentralen Moskauer Musikschule für hochbegabte Kinder und Jugendliche Klavier bei  Jewgeni Timakin. Diese Studien setzte er später bei Lew Naumow am Moskauer Konservatorium fort.
Alexander Mogilewski gewann seinen ersten großen Klavierwettbewerb beim Internationalen Tchaikovsky Wettbewerb für junge Musiker 1992 in Moskau. 1997 gewann er den Davidoff-Preis in Hamburg.
Neben seiner Konzerttätigkeit engagiert sich Mogilewski als Musikpädagoge. Von 2001 bis 2010 war er als Assistenzprofessor am Königlichen Konservatorium von Brüssel tätig, von 2011 bis 2017 in gleicher Position am Konservatorium in Mons. Derzeit wirkt er am Oberlin Konservatorium des Oberlin College in den Vereinigten Staaten.